# ماگنولیا (کنتاکی)
ماگنولیا (به انگلیسی: Magnolia) یک منطقهٔ مسکونی در ایالات متحده آمریکا است که در شهرستان لرو، کنتاکی واقع شده‌است. ماگنولیا ۵۲۴ نفر جمعیت دارد و ۲۶۲٫۱۳ متر بالاتر از سطح دریا واقع شده‌است.